# Orahovo (gmina Petnjica)
Orahovo (cyr. Орахово) – wieś w Czarnogórze, w gminie Petnjica. W 2011 roku liczyła 114 mieszkańców.